# Усук-Карга
Усу́к-Карга́ (якут. Уһук харгы — «острая/крайняя отмель/коса») — небольшой остров в море Лаптевых близ острова Котельный, является частью островов Анжу в составе Новосибирских островов. Территориально относится к Республике Саха, Россия.
Остров расположен у западного берега острова Котельного. Имеет удлинённую с севера на юг форму, является продолжением на юг косы Бысах-Карга. Остров отделяет залив Стахановцев Арктики и, вместе с косой, бухту Темп от моря Лаптевых. Низменный, покрыт песком.
Постоянного населения на острове нет. Согласно административно-территориальному делению России остров находится на территории Булунского улуса Якутии.